# دخمه زرتشتیان (یزد)

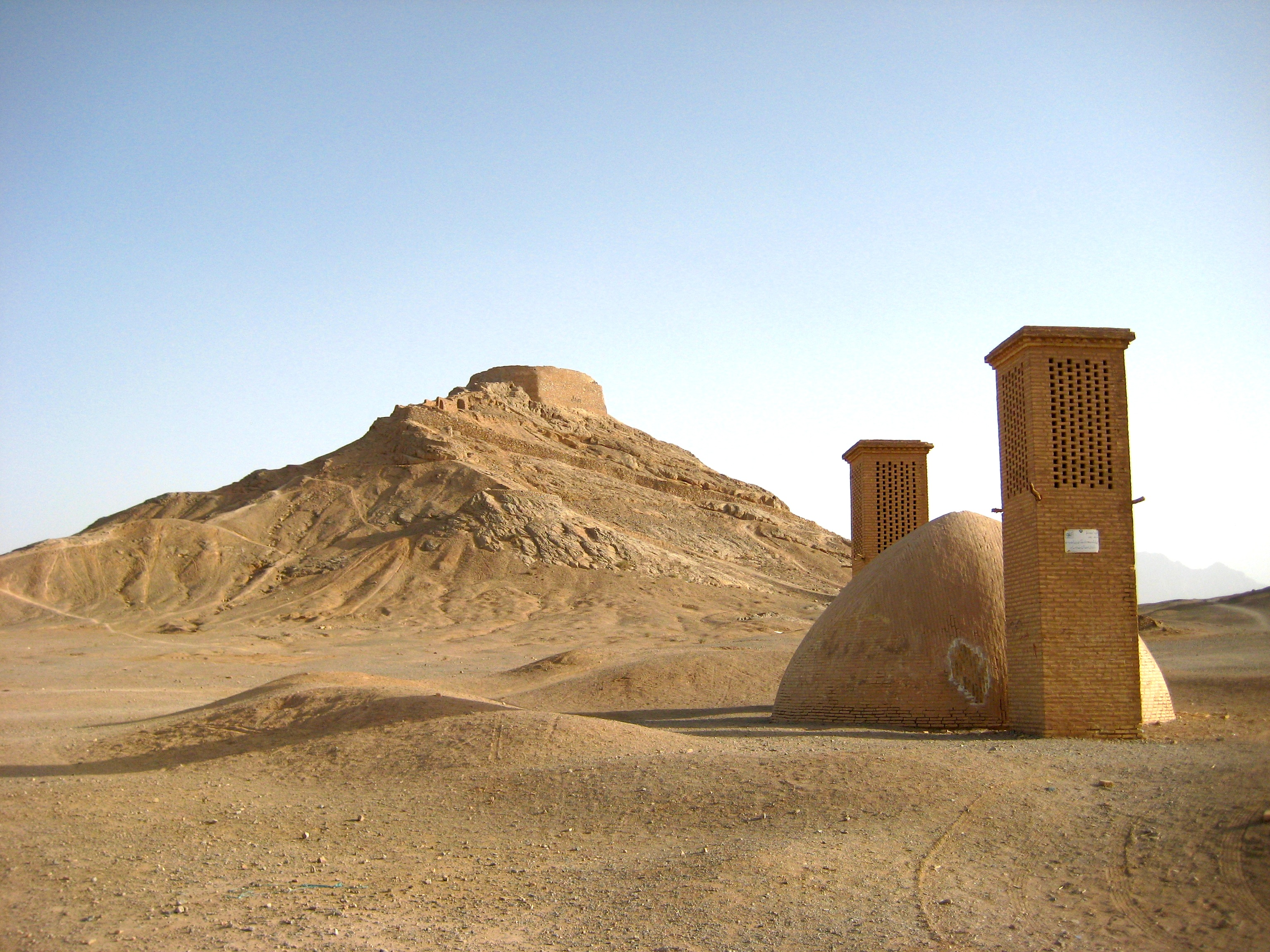
برج خاموشان یزد و بادگیری در نزدیکی ان

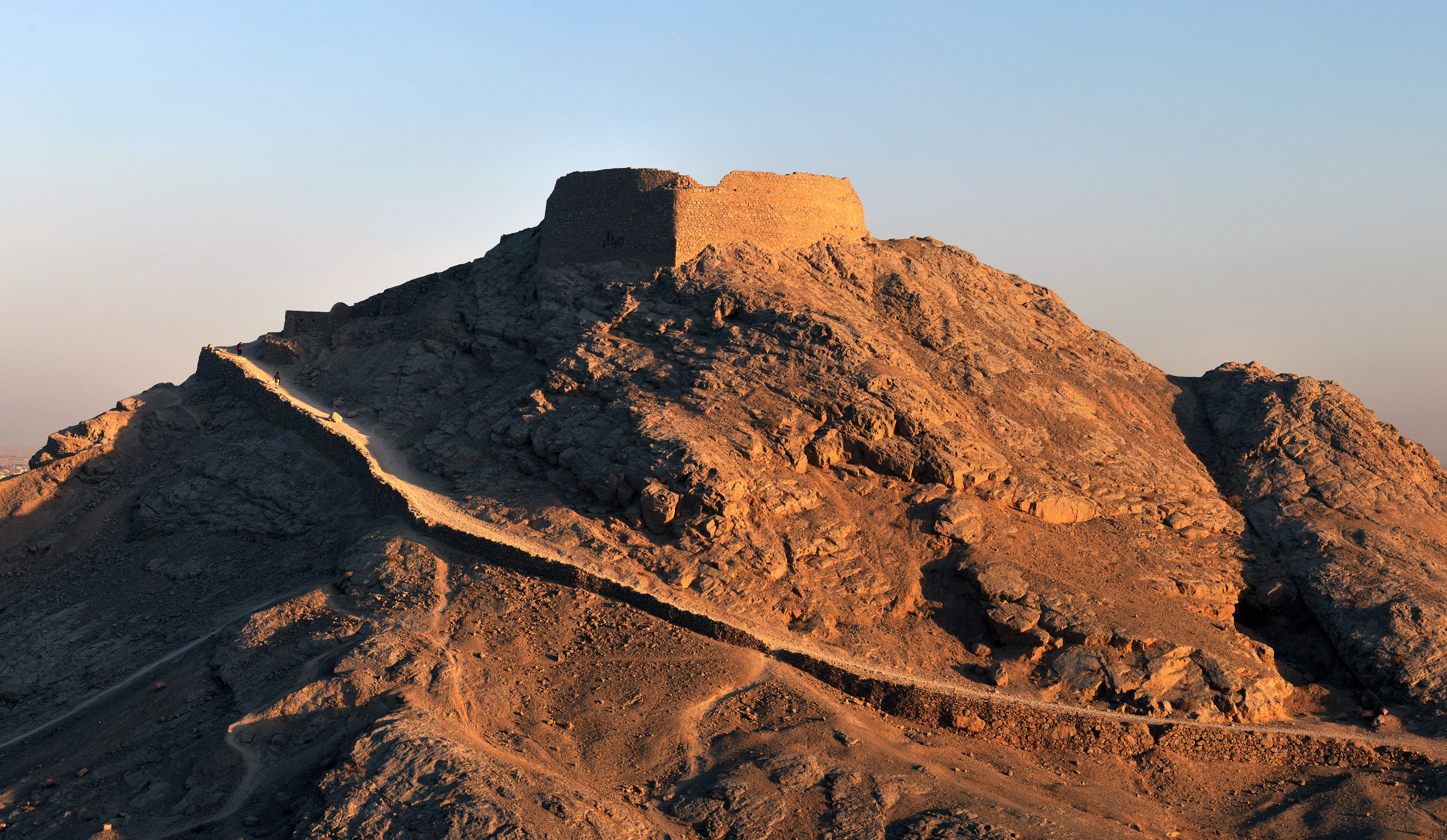
برج خاموشان

دخمه زرتشتیان را با نام برج خاموشان و برج سکوت نیز می‌شناسند و زرتشتیان به آن «دادگاه» می‌گویند . این دخمه‌ها با نام‌های دخمه جمشید(متعلق به دوره صفوی و به شکل پنج ضلعی بوده و در کنار دخمه گلستان بانو قرار دارد و درحال حاضر به‌طور کامل ویران شده است)، دخمه مانکجی(متعلق به دوره قاجار) و دخمه گلستان بانو(متعلق به دوره پهلوی) سابقاً در ۱۵ کیلومتری جنوب شرقی یزد در حوالی منطقه (محله) صفائیه و روی یک کوه رسوبی و کم ارتفاع به نام کوه دخمه قرار گرفته است و اکنون با گسترش شهر، این دخمه‌ها در محدوده شهری قرار گرفته‌اند .
فریدون جنیدی در کتاب داستان ایران می‌نویسد:
«استَ» و «اَستو» به زبان اوستایی، استخوان است، و استه دان، و» استودان»، جایگاه استخوان خوانده می‌شود.
استودان را بر فراز تپه‌ای سنگین می‌ساختند، تا آنچه از چرک و ریم و خون که از تنِ درگذشتگان می‌ریخت بروی سنگ ریزد، نه بروی خاک، و بدینسان خاک سپندارمز را آلوده نکند.
پیرامون استودان یک دیوار سنگی بلندِ گرد برمی‌افراشتند، تا بجز پرندگان لاشخور، جانوری دیگر نتواند بدان، اندر شود.
در میانه آن دیوار، یک چاه در سنگ می‌کندند، تا چون استخوان‌ها را بدرون آن می ریرند، پلیدی از آن به خاک زمین نرسد، و در سه رج که گرد تا گرد آن بگونه پلکان سنگ را می‌تراشیدند، مردگان را می‌نهادند.
۱_ رج نخست ویژه مردان
۲_ رج میانین ویژه زنان
۳_ رج کوچکتر که نزدیک به چاه بود، ویژه کودکان.
همچنین یک رج ویژه دیگر، در استودان‌ها کنده می‌شد، تا پیکر سگان مرده را در آن، جای دهند، زیرا که نیاکان ما مهر فراوان، به این مهربان‌ترین جانور یاور زندگی خویش داشتند، و او را همچون مردمان گرامی می‌داشتند.

## کارکرد

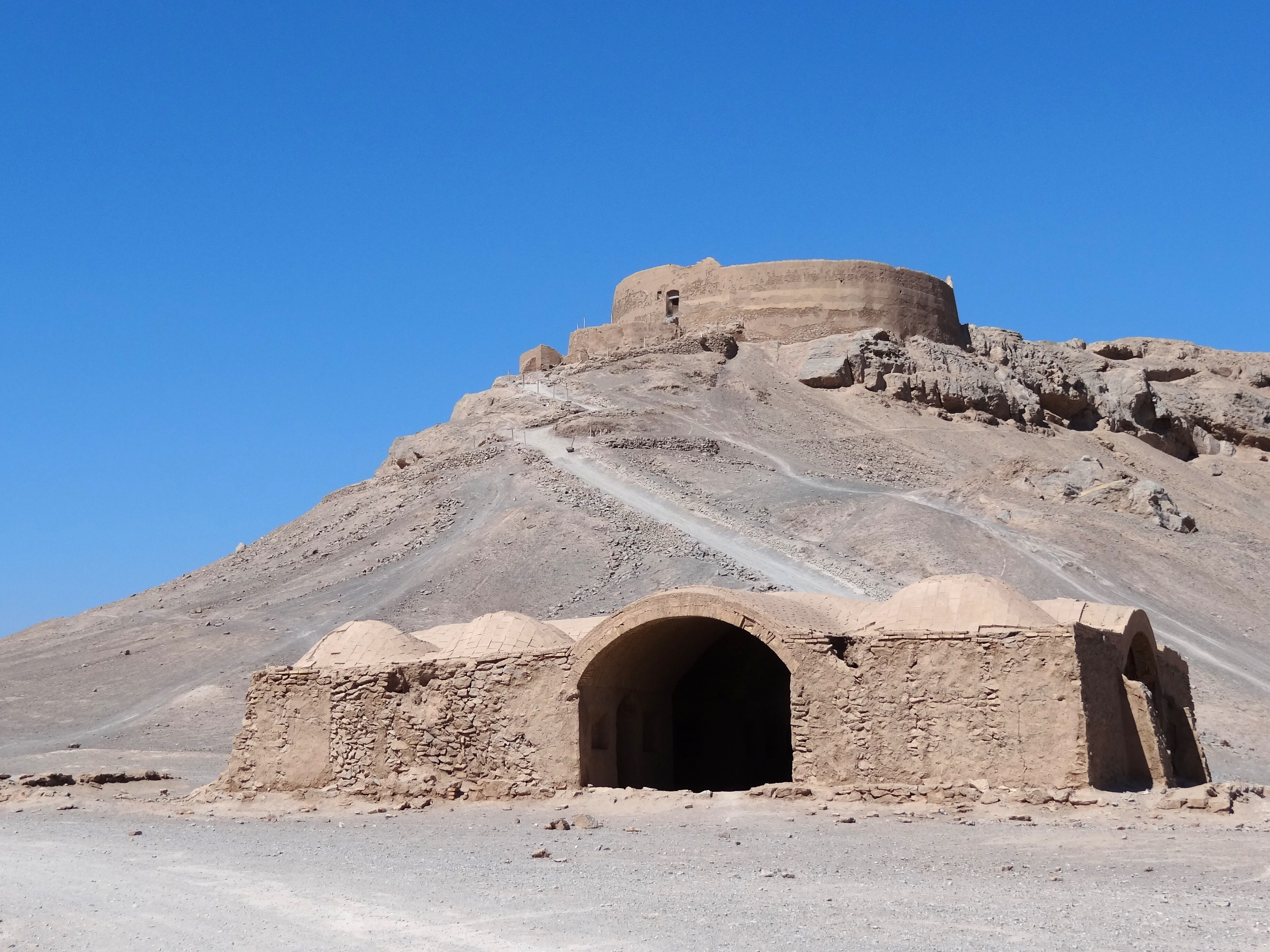
برج خاموشان

در گذشتهٔ دور جنازه‌های زرتشتیان را در برج می‌گذاشتند تا خوراک پرنده‌ها شود که این کار توسط نساسالار انجام می‌شد. بعدها استخوان‌ها را در چاهی می‌ریخته‌اند.
این کار برای پیشگیری از آلوده‌شدن خاک بوده است.
حدود ۵۴ سال است که قرار دادن اجساد در این دخمه‌ها ممنوع شده است.